# Piotrków Trybunalski
Piotrków Trybunalski (ˈpjɔtrkuf trɨbuˈnalski) è una città polacca del voivodato di Łódź.

## Etimologia
Secondo la tradizione, che tuttavia non trova conferma nelle fonti storiche, Piotrków venne fondata da Piotr Włostowic, un magnate importante della Slesia del dodicesimo secolo. Il nome della città deriva dall'equivalente polacco del nome Pietro (Piotr), attraverso il suo diminutivo (Piotrek). Trybunalski si riferisce alle sedute del tribunale (incluso il tribunale della Corona) che si svolgevano in città. In passato, la città era nota in jiddisch come Petrikev (פּעטריקעװ), in tedesco come Petrikau e in russo come Petrokov (Петроков). In italiano la città veniva citata come Pietricovia o Piotrkovia.

## Storia
Durante l'invasione della Polonia, all'inizio della seconda guerra mondiale, la città fu sede di feroci combattimenti tra l'armata polacca e quella tedesca. Nei successivi sei anni, fu occupata dalla Germania nazista che già nell'ottobre 1939 vi stabilì un ghetto da cui nell'ottobre 1942 la quasi totalità della popolazione ebraica della città sarà inviata a morire al campo di sterminio di Treblinka.

## Amministrazione

### Gemellaggi
- Esslingen am Neckar, dal 1992
- Mołodeczno, dal 1996
- Równe, dal 1997
- Velenje, dal 1998
- Mosonmagyarovar, dal 2001
- Mariampol, dal 2002
- Vienne, dal 2005
- Neath Port Talbot, dal 2007
- Kostroma, dal 2009
- Ness Ziona, dal 2016

### Città amiche
- Udine
- Schiedam
- Žagubica